# Subprefettura di São Miguel Paulista
La Subprefettura di São Miguel Paulista è una subprefettura (subprefeitura) della zona orientale della città di San Paolo in Brasile, situata nella zona amministrativa Est 2.

## Distretti
- São Miguel Paulista
- Jardim Helena
- Vila Jacuí